# 4e étape du Tour d'Espagne 2025
Pour un article plus général, voir Tour d'Espagne 2025.
La 4e étape du Tour d'Espagne 2025 se déroule le mardi 26 août 2025 entre Suse dans le Piémont en Italie et Voiron dans le département de l'Isère en France, sur une distance de 192 km.

## Parcours
Cette étape transfrontalière de moyenne montagne franchit trois cols dans son premier tiers puis une longue descente avec quelques bosses non répertoriées jusqu'à l'arrivée à Voiron. Dès le départ, les coureurs montent le Puerto Exiles (col de 3e catégorie) franchi après une dizaine de kilomètres de course. Ensuite, ils escaladent deux cols de 2e catégorie : le col frontalier italo-français de Montgenèvre puis le col du Lautaret culminant à l'altitude de 2 059 m (département des Hautes-Alpes). Après la longue descente de ce dernier col, le parcours traverse le département de l'Isère via Le Bourg-d'Oisans, Vizille et Sassenage avant de rejoindre Voiron. Après la course, le transfert d'environ 500 kilomètres vers l'Espagne et Figueres est organisé.

## Résultats

### Classement de l'étape
| \| Classement de l'étape \| Classement de l'étape \| Classement de l'étape \| Classement de l'étape \| Classement de l'étape \| \| Coureur \| Coureur \| Pays \| Équipe \| Temps \| \| --------------------- \| --------------------- \| --------------------- \| --------------------- \| --------------------- \| |         |      |        |       |
| |         |      |        |       |
| Source : ProCyclingStats |         |      |        |       |
| Classement de l'étape |         |      |        |       |
| Coureur | Coureur | Pays | Équipe | Temps |

### Points attribués pour le classement du meilleur grimpeur
| \| Puerto Exiles (km 10,4) 3e catégorie km à %) \| Puerto Exiles (km 10,4) 3e catégorie km à %) \| Puerto Exiles (km 10,4) 3e catégorie km à %) \| Puerto Exiles (km 10,4) 3e catégorie km à %) \| Puerto Exiles (km 10,4) 3e catégorie km à %) \| \| -------------------------------------------- \| -------------------------------------------- \| -------------------------------------------- \| -------------------------------------------- \| -------------------------------------------- \| \| \| Coureur \| Pays \| Équipe \| Point(s) \| \| modifier \| \| \| \| \| |         |      |        |          |
| Puerto Exiles (km 10,4) 3e catégorie km à %) |         |      |        |          |
| | Coureur | Pays | Équipe | Point(s) |
| modifier |         |      |        |          |

| \| Col de Montgenèvre (km 37,6) 2e catégorie km à %) \| Col de Montgenèvre (km 37,6) 2e catégorie km à %) \| Col de Montgenèvre (km 37,6) 2e catégorie km à %) \| Col de Montgenèvre (km 37,6) 2e catégorie km à %) \| Col de Montgenèvre (km 37,6) 2e catégorie km à %) \| \| ------------------------------------------------- \| ------------------------------------------------- \| ------------------------------------------------- \| ------------------------------------------------- \| ------------------------------------------------- \| \| \| Coureur \| Pays \| Équipe \| Point(s) \| \| modifier \| \| \| \| \| |         |      |        |          |
| Col de Montgenèvre (km 37,6) 2e catégorie km à %) |         |      |        |          |
| | Coureur | Pays | Équipe | Point(s) |
| modifier |         |      |        |          |

| \| Col du Lautaret (km 76,6) 2e catégorie km à %) \| Col du Lautaret (km 76,6) 2e catégorie km à %) \| Col du Lautaret (km 76,6) 2e catégorie km à %) \| Col du Lautaret (km 76,6) 2e catégorie km à %) \| Col du Lautaret (km 76,6) 2e catégorie km à %) \| \| ---------------------------------------------- \| ---------------------------------------------- \| ---------------------------------------------- \| ---------------------------------------------- \| ---------------------------------------------- \| \| \| Coureur \| Pays \| Équipe \| Point(s) \| \| modifier \| \| \| \| \| |         |      |        |          |
| Col du Lautaret (km 76,6) 2e catégorie km à %) |         |      |        |          |
| | Coureur | Pays | Équipe | Point(s) |
| modifier |         |      |        |          |

## Classements à l'issue de l'étape

### Classement général
| \| Classement général \| Classement général \| Classement général \| Classement général \| Classement général \| \| Coureur \| Coureur \| Pays \| Équipe \| Temps \| \| ------------------ \| ------------------ \| ------------------ \| ------------------ \| ------------------ \| |         |      |        |       |
| |         |      |        |       |
| Source : ProCyclingStats |         |      |        |       |
| Classement général |         |      |        |       |
| Coureur | Coureur | Pays | Équipe | Temps |

| Classement par points | Classement par points | Classement par points | Classement par points | Classement par points |
| Coureur               | Coureur               | Pays                  | Équipe                | Points                |
| --------------------- | --------------------- | --------------------- | --------------------- | --------------------- |

| Classement par points | Classement par points | Classement par points | Classement par points | Classement par points |
| Coureur               | Coureur               | Pays                  | Équipe                | Points                |
| --------------------- | --------------------- | --------------------- | --------------------- | --------------------- |

| Classement de la montagne | Classement de la montagne | Classement de la montagne | Classement de la montagne | Classement de la montagne |
| Coureur                   | Coureur                   | Pays                      | Équipe                    | Points                    |
| ------------------------- | ------------------------- | ------------------------- | ------------------------- | ------------------------- |

| Classement de la montagne | Classement de la montagne | Classement de la montagne | Classement de la montagne | Classement de la montagne |
| Coureur                   | Coureur                   | Pays                      | Équipe                    | Points                    |
| ------------------------- | ------------------------- | ------------------------- | ------------------------- | ------------------------- |

| Classement du meilleur jeune | Classement du meilleur jeune | Classement du meilleur jeune | Classement du meilleur jeune | Classement du meilleur jeune |
| Coureur                      | Coureur                      | Pays                         | Équipe                       | Temps                        |
| ---------------------------- | ---------------------------- | ---------------------------- | ---------------------------- | ---------------------------- |

| Classement du meilleur jeune | Classement du meilleur jeune | Classement du meilleur jeune | Classement du meilleur jeune | Classement du meilleur jeune |
| Coureur                      | Coureur                      | Pays                         | Équipe                       | Temps                        |
| ---------------------------- | ---------------------------- | ---------------------------- | ---------------------------- | ---------------------------- |

| Classement par équipes | Classement par équipes | Classement par équipes | Classement par équipes |
| Équipe                 | Équipe                 | Pays                   | Temps                  |
| ---------------------- | ---------------------- | ---------------------- | ---------------------- |

| Classement par équipes | Classement par équipes | Classement par équipes | Classement par équipes |
| Équipe                 | Équipe                 | Pays                   | Temps                  |
| ---------------------- | ---------------------- | ---------------------- | ---------------------- |